# Athyrium morobense
Athyrium morobense är en majbräkenväxtart som beskrevs av Edwin Bingham Copeland. Athyrium morobense ingår i släktet Athyrium och familjen Athyriaceae. Inga underarter finns listade.